# Constitución de Corea del Norte
La Constitución Socialista de la República Popular Democrática de Corea es la constitución del Estado comúnmente conocido como Corea del Norte. Ya desde su mismo nombre anticipa que el país es un Estado socialista. El pequeño país es definido como una "dictadura de la democracia del pueblo" (basándose en la definición constitucional de la China del histórico dirigente comunista Mao Zedong —o Mao Tse-tung—) bajo el liderazgo del denominado Partido de los Trabajadores de Corea.
La nominal constitución o carta magna, la cual se divide en el preámbulo y ocho capítulos, pretende garantizar típicos derechos políticos y civiles provenientes del liberalismo político, tales como la libertad de expresión, un juicio justo y la libertad de conciencia religiosa, además de la elección de los funcionarios del gobierno y del derecho de cada ciudadano a tener sus propias opiniones. La constitución menciona el derecho al trabajo, a la educación, a la alimentación y a obtener servicios gratuitos para el cuidado de su salud.
Desde la muerte de Kim Il-sung el 8 de julio de 1994, su hijo Kim Jong-il ha mantenido, como presidente de la Comisión Nacional de Defensa de Corea del Norte, la vigencia de la ley marcial.[cita requerida] El status de las Fuerzas Armadas (sobre todo del Ejército) ha sido ampliado, y parece ocupar el centro del sistema político norcoreano, con todos los otros aspectos sociales subordinados a él, como se desprende de la denominada política Songun,[cita requerida] la cual prioriza al ejército, ya que, según esta política, el país no puede sobrevivir sin una defensa adecuada a las circunstancias. Debido a ese particular fenómeno, el país es el más militarizado del mundo, ya que el mismo tiene un ejército de que 1,2 millón de personas para una población que en 2015 ascendía a unos 26 millones de habitantes (lo que arroja una tasa relativa de unos 46 militares en actividad por cada 1000 habitantes).

## Reformas
La constitución fundacional fue adoptada en 1948, mismo año de la fundación del Estado. Su primera reforma tuvo lugar en 1972, cuando formalmente la doctrina juche de autosuficiencia reemplazó al marxismo-leninismo como la ideología oficial. Posteriormente fue reformada en 1992 y luego en 1998. En una de sus últimas enmiendas, la cual tuvo lugar en 2009, se eliminó toda referencia escrita al comunismo, mientras que en su reforma de 2012 el país fue definido como "nuclearmente armado".

### 1948: Constitución del pueblo
La primera Constitución de Corea del Norte fue redactada en Moscú por Iósif Stalin y Terentii Fomich Shtykov, que era el representante de la autoridad política de la URSS sobre la naciente Norcorea, basándose en la Constitución de la Unión Soviética de 1936. Luego, algunos artículos fueron revisados por supervisores soviéticos. Finalmente, la Asamblea Suprema del Pueblo la adoptó en septiembre de 1948, que bajo esta constitución era el órgano máximo del Estado.

## Escudo y bandera

Escudo
Bandera

## Sinopsis

### Política
La carta magna define al país como un Estado socialista independiente basado en la doctrina local juche, el cual efectúa sus actividades bajo la dirección del Partido del Trabajo de Corea, tiene a la Asamblea Popular Suprema y a las asambleas populares locales como órganos legislativos los cuales están representadas por diputados electos por los ciudadanos de forma general, igualitaria y directa y que pueden ser revocados de sus cargos en caso de que defraudasen a sus votantes.
Establece al Estado como una dictadura del proletariado que debe seguir una línea clasista y defender a la nación de amenazas internas y externas. A su vez, el Estado debe tener al centralismo democrático como base principal para el funcionamiento de sus órganos y al método Chongsanri, que básicamente consiste en que los superiores ayuden a los subalternos, como la forma en que el Estado debe materializar sus trabajos y debe encontrar soluciones a las necesidades de los ciudadanos.